# Гу Чжэнган
Гу Чжэнга́н (кит. трад. 谷正綱, упр. 谷正纲, пиньинь Gǔ Zhènggāng; 30 апреля 1902 — 11 декабря 1993), в русскоязычном написании также Ку Ченкан — китайский и тайваньский политик, видный деятель Гоминьдана, соратник Чан Кайши. Участник китайско-японской и китайской гражданской войн. Занимал министерские посты в правительствах Чан Кайши в Китае и на Тайване. Националист, республиканец, антикоммунист. Первый президент Всемирной антикоммунистической лиги.

## Образование. Начало в Гоминьдане
Родился на юге Китая в провинции Гуйчжоу. Высшее образование получил в Веймарской Германии. Окончил Берлинский технический университет (машиностроительный факультет) и Берлинский университет имени Гумбольдта (философский факультет).
В 1924 году Гу Чжэнган вступил в Гоминьдан. Занимался агитацией и организационной деятельностью в рабочей и крестьянской среде. Первоначально принадлежал к левому крылу партии, был сторонником будущего коллаборациониста Ван Цзинвэя.
В середине 1920-х годов Гу Чжэнган придерживался прокоммунистических взглядов. В 1925 прибыл в СССР, учился в Москве в Коммунистическом университете трудящихся Китая. Вернувшись в Китай, примыкал к левому «движению за реорганизацию Гоминьдана», поддерживал Чэнь Гунбо.

## На стороне Чан Кайши. Куратор социальной политики
С 1931 года Гу Чжэнган ориентировался на Чан Кайши. После Мукденского инцидента был введён в центральное руководство Гоминьдана. В 1934 назначен секретарём в министерство промышленности. В первый период китайско-японской войны возглавлял комиссию в военном министерстве, затем курировал в гоминьдановского правительстве социальный департамент. Возглавлял парторганизацию Гоминьдана в провинции Чжэцзян. Основал несколько гоминьдановских благотворительных организаций.
В 1939 году Гу Чжэнган был назначен министром социальной политики, курировал правительственные социальные программы. Оставался на этом посту до 1949 (несколько недель в 1945 он был также министром сельского хозяйства и лесоводства). Не раз бывал на фронтах, организовывал помощь раненым и эвакуацию мирных жителей во время бомбардировок Чунцина и Операции «Ити-Го».
В период китайской гражданской войны Гу Чжэнган политически эволюционировал вправо. Входил в т. н. «клику CC», возглавляемую Чэнь Лифу и Чэнь Гофу (племянники Чэнь Цимэя). Руководил в Шанхае федерацией профсоюзов, организовывал первомайские празднества.
После победы Компартии Китая в 1949 году Гу Чжэнган эвакуировался на Тайвань с войсками Чан Кайши.

## Тайваньский политик

### В руководстве Гоминьдана
С января по март 1950 года Гу Чжэнган исполнял должность министра внутренних дел Китайской Республики. Являлся политическим советником Чан Кайши. Занимал в Гоминьдане высокие партийные посты. До 1991 был депутатом Законодательного юаня. Идейно-политические позиции Гу Чжэнгана основывались на китайском национализме, республиканизме и крайнем антикоммунизме.
В апреле 1975 года Гу Чжэнган участвовал в совещании высшего руководства Гоминьдана, решавшем вопрос о преемственности власти после смерти Чан Кайши. Рассматривался как один из кандидатов в лидеры Гоминьдана, но уступил Цзян Цзинго.
В 1990—1993 Гу Чжэнган являлся советником президента Тайваня Ли Дэнхуэя.
С апреля 1950 года и до конца жизни Гу Чжэнган возглавлял Ассоциацию помощи материковому Китаю — тайваньскую организацию, помогавшую беженцам из КНР, военнослужащим КНР, перешедшим на сторону антикоммунистов в Корейской войне, жертвам преследований маоистского режима. Был одним из инициаторов установления Всемирного дня свободы 23 января.

### В международном антикоммунизме. Президент ВАКЛ
Гу Чжэнган руководил организациями тайваньско-японского и тайваньско-лаосского сотрудничества. В 1954 году он активно участвовал в создании Антикоммунистической лиги народов Азии, первоначально объединившей Тайвань, Южную Корею, Филиппины и Южный Вьетнам. Возглавлял тайваньскую делегацию в Токио в 1963.
В 1967 году Гу Чжэнган был избран президентом Всемирной антикоммунистической лиги (ВАКЛ). Наибольшая активность ВАКЛ пришлась на период руководства Гу Чжэнгана. Выступал с позиций непримиримого антикоммунизма, антисоветизма и антимаоизма. Призывал к максимально жёсткому противостоянию СССР, КНР и их союзникам.
Особое внимание Гу Чжэнган уделял противостоянию в Азиатско-Тихоокеанском регионе и влиянию на внутренне положение в КНР.

Мы ясно видим, что Советская Россия и китайские коммунисты враждебны друг другу. Что страны-сателлиты Восточной Европы стремятся к освобождению от советского контроля. Что российские интеллектуалы ведут кампанию за свободу.

Продолжается бесконечная борьба за власть между китайскими коммунистами. Разгром Хуа Гофэном «Банды четырёх» предельно запутал ситуацию. Народ материкового Китая поднимается на сопротивление тираническому красному режиму.

Антикоммунистическая борьба развивается в трёх странах Индокитая, в Северной Корее и на Кубе. Налицо все признаки ослабления и разложения коммунистических сил.

Свободные нации должны создать общую систему обороны от Кореи и Японии через Тайваньский пролив к Филиппинам, Сингапуру, Индонезии и Океании. Это необходимо, чтобы противостоять советской и китайской коммунистической экспансии, а также агрессивным замыслам Пхеньяна и Ханоя.

Гу Чжэнган, выступление на X конференции ВАКЛ (Тайбэй, 1977 год)

Президентом ВАКЛ Гу Чжэнган оставался до 1988 года. Его уход с этого поста был связан не только с преклонным возрастом, но и с изменением международной обстановки, дезактуализацией непримиримого антикоммунизма на фоне советской перестройки. При этом почётным главой Лиги Гу Чжэнган оставался до конца жизни.

## Семья. Кончина
Гу Чжэнган был женат, имел пятерых детей. Сыновья и дочери Гу Чжэнган известны в электротехническом бизнесе.
Скончался Гу Чжэнган в возрасте 91 года.